# Chionea (Sphaeconophilus) alpina
Chionea (Sphaeconophilus) alpina is een tweevleugelige uit de familie steltmuggen (Limoniidae). De soort komt voor in het Palearctisch gebied.